# إدموند ليند
إدموند ليند (بالإنجليزية: Edmund Lind)‏ هو طبيب أسترالي، ولد في 23 ديسمبر 1888 في South Yarra ‏ في أستراليا، وتوفي بنفس المكان في 2 مايو 1944.